# Czechów Kąt
Czechów Kąt (prononciation : [ˈt͡ʂɛxuf ˈkɔnt]) est un village polonais de la gmina de Rejowiec dans le powiat de Chełm de la voïvodie de Lublin dans l'est de la Pologne, à la frontière avec l'Ukraine.
Il se situe à environ 6 kilomètres à l'ouest de Rejowiec (siège de la gmina), 22 kilomètres à l'ouest de Chełm (siège du powiat) et 47 kilomètres à l'est de Lublin (capitale de la voïvodie).

## Histoire
De 1975 à 1998, le village est attaché administrativement à la voïvodie de Chełm.

Depuis 1999, il fait partie de la voïvodie de Lublin.